# John Henry Poynting
John Henry Poynting FRS (født 9. september 1852, død 30. marts 1914) var en engelsk fysiker. Han var professor i fysik ved Mason Science College fra 1880 til 1900 og derefter efterfølgerinstitutionen, University of Birmingham, indtil sin død.